# DruLov
DruLov – czeski producent sportowej broni palnej i pneumatycznej.
Firma powstała jako Lidové Druzstvo Puskaru Lov na początku XX wieku. W 1948 roku została znacjonalizowana, a w 1992 ponownie sprywatyzowana. Produkuje jednostrzałowe pistolety z zamkiem suwliwo-obrotowym, karabinki sportowe, wiatrówki i pistolety pneumatyczne na sprężony CO2